# Dettelbach
Dettelbach er en by i Landkreis Kitzingen i Regierungsbezirk Unterfranken, i den tyske delstat Bayern. Ud over Dettelbach er der i kommunen landsbyerne Bibergau, Brück, Dettelbach-Bahnhof, Effeldorf, Euerfeld, Mainsondheim, Neuses am Berg, Neusetz, Schernau og Schnepfenbach.

## Geografi
Dettelbach ligger i den nordvestlige del af Bayern, ca. 20 kilometer øst for Würzburg og ca. 10 kilometer nord for Kitzingen. Byen ligger ved floden Main.